# 9965 GNU
9965 GNU — астероїд С-типу головного поясу астероїдів. Відкрито 5 березня 1992 року в рамках проекту університету Аризони з вивчення комет і астероїдів Spacewatch. Відкриття було зроблено в Кітт-Пікській обсерваторії в США. Йому було присвоєно тимчасове позначення «1992 EF2». Пізніше він був перейменований в «GNU» На честь проекту GNU.
GNU не перетинає орбіту Землі й обертається навколо Сонця за 3,76 Юліанських років.